# Yabucoa (Puerto Rico)
Yabucoa és un municipi de Puerto Rico situat a la costa sud-est de l'illa, també conegut amb els noms de La Ciudad del Azúcar i Los Azucareros. Confina al nord amb els municipis de San Lorenzo, Las Piedras i Humacao; a l'oest amb San Lorenzo i Patillas; al sud amb Maunabo; i a l'est amb el mar Carib. Forma part de l'Àrea metropolitana de San Juan-Caguas-Guaynabo.
El municipi està dividit en 10 barris: Yabucoa-pueblo, Aguacate, Calabazas, Camino Nuevo, Guayabota, Jácanas, Juan Martín, Limones, Playa i Tejas..
Yabucoa va comptar amb hisendes i centrals sucreres, com l'Hacienda La Rosario, propietat de Gómez, Méndez i Cia. i la Central Mercedita, comprada per Antonio Roig en 1927 i més endavant coneguda com a Central Roig. En 1998 aquesta última va passar a la Corporació Azucarera de Puerto Rico i va finalitzar la seva activitat el 2000.